# The BMJ
The BMJ és un diari mèdic setmanal avaluat per experts. És una de les revistes mèdiques generals més antigues del món. Originalment anomenat British Medical Journal, el títol es va escurçar oficialment a BMJ el 1988, i després es va canviar a The BMJ el 2014. La revista està publicada pel proveïdor mundial de coneixement BMJ, una filial de la British Medical Association. La redactora en cap de The BMJ és Fiona Godlee, que va ser nomenada el febrer de 2005.